# Atriplex pusilla
Atriplex pusilla är en amarantväxtart som först beskrevs av John Torrey och Sereno Watson, och fick sitt nu gällande namn av Sereno Watson. Atriplex pusilla ingår i släktet fetmållor, och familjen amarantväxter. Inga underarter finns listade i Catalogue of Life.